# グンナイフウロ
グンナイフウロ（郡内風露、学名：Geranium eriostemon var. reinii）はフウロソウ科フウロソウ属に分類される多年草。別名、イブキグンナイフウロ。

## 特徴
茎は高さ30-50cmになり、茎と葉柄に開出するあらい毛と腺毛が生える。長い葉柄をもつ根出葉は多数あり、茎につく葉の下部は互生するが、最上部の葉は対生する。葉は掌状に5-7深裂し、裂片はさらに3浅裂し、小裂片には大きな鋸歯がある。葉身は幅5-12cmになり、両面に開出毛が密生する。托葉は長さ8mmになり、膜質で褐色。
花期は6-8月。花は径2.5-3cmの5弁花で、花の色は紅紫色であるが変異が多い。茎の先端に10数個が集散状につき、やや下向きから横向きに咲く。萼片は長さ7-8mmになり、萼片のほか花柄、小花柄には、開出する腺毛が生える。雄蕊は10個、雄性先熟で花柱は花粉が散布された後に開く。果実は蒴果となり、花柱分枝を含めた長さは3-3.5cmになる。花時に横に傾いていた小花柄は、果時には直立する。

## 分布と生育環境
北海道西部、本州の磐梯山から伊吹山に分布し、低山帯から高山帯の開けた草地に生育する。
和名のグンナイは「郡内」で、山梨県南東部にある都留郡（現在の北都留郡、南都留郡）に由来する。

## ギャラリー
- 茎葉は、最上部以外は互生する。
- 直立した蒴果。

## 下位分類
- エゾグンナイフウロ Geranium eriostemon Fisch. ex DC. var. reinii (Franch. et Sav.) Maxim. f. yezoense H.Hara
- タカネグンナイフウロ Geranium eriostemon Fisch. ex DC. var. reinii (Franch. et Sav.) Maxim. f. onoei (Franch. et Sav.) H.Hara
- シロバナグンナイフウロ Geranium eriostemon Fisch. ex DC. var. reinii (Franch. et Sav.) Maxim. f. albiflorum N.Yonez.